# Relaciones Chipre-Costa Rica
Las relaciones Chipre-Costa Rica se refieren a las relaciones internacionales que existen entre la República de Chipre y la República de Costa Rica.
Costa Rica y Chipre establecieron relaciones diplomáticas durante la segunda administración de José Figueres Ferrer (1970-1974).
Chipre es un estado miembro de la Unión Europea y de la Mancomunidad de Naciones.

## Relaciones diplomáticas
- Costa Rica esta acreditada a Chipre desde su embajada en Roma, Italia.
- Chipre tiene una embajada en Washington D. C., acreditada para Costa Rica.[1]